# Mary Carrillo
María Carrillo Moreno, conhecida artisticamente como Mary Carrillo, (Toledo, 13 de outubro de 1919 — Madrid, 31 de julho de 2009) foi uma atriz espanhola. Em 1997, ganhou o Prêmio Goya de melhor atriz coadjuvante pelo seu papel no filme Más allá del jardín.